# Nmixx
Nmixx (en hangul, 엔믹스; romanización revisada, Enmikseu; estilizado en mayúsculas) es un grupo femenino surcoreano formado por SQU4D, sello subsidiario de JYP Entertainment. Está formado actualmente por seis miembros: Lily, Haewon, Sullyoon, Bae, Jiwoo y Kyujin. Originalmente siendo un grupo de 7 integrantes, Jini salió del grupo el 8 de diciembre de 2022 por motivos personales. Debutaron el 22 de febrero de 2022 con el álbum sencillo titulado Ad Mare.

## Historia

### 2021: Anuncio y presentaciones
El 9 de julio de 2021, JYP Entertainment anunció que un nuevo grupo femenino debutaría en febrero de 2022, el primero desde Itzy en 2019. Del 16 al 25 de julio, JYP Entertainment tuvo pedidos anticipados disponibles para una edición limitada del paquete debut del grupo, titulado Blind Package, que incluiría el álbum debut del grupo y materiales relacionados con el álbum. Las miembros fueron reveladas a través de varios vídeos de baile y versiones de canciones, desde el 6 de agosto hasta el 19 de noviembre, en el siguiente orden: Jinni, Jiwoo, Kyujin, Sullyoon, Bae, Haewon y Lily.

### 2022-2023: Debut conAd Mare, salida de Jinni y showcase tour
El 26 de enero de 2022, JYP Entertainment anunció que el nombre del grupo sería Nmixx, luego de haber sido llamado JYPn. Su nombre es una palabra compuesta por la letra "N", que significa «ahora, nuevo, cercano y desconocido», y la palabra "mix", que simboliza «combinación y diversidad», dando así el significado de «la mejor combinación para una nueva era».
El 2 de febrero, se anunció que el grupo debutaría el 22 de febrero con el lanzamiento del álbum sencillo Ad Mare. El 18 de febrero de 2022, JYP Entertainment anunció que el showcase debut del grupo, que originalmente estaba programado para el 22 de febrero, se pospondría hasta el 1 de marzo, ya que Bae dio positivo por COVID-19.
El 22 de febrero fue lanzado Ad Mare, álbum sencillo compuesto por dos canciones y sus dos versiones instrumentales, incluido su sencillo debut titulado «O.O».
El 19 de septiembre, NMIXX lanzó su segundo álbum sencillo Entwurf, con el título principal, «Dice».
El 8 de diciembre de 2022, Jini, miembro del grupo desde su formación, dejó el grupo por problemas personales.
El 20 de marzo de 2023, Nmixx lanzó su primer EP Expérgo, con el tema principal "Love Me Like This". Se embarcaron en la gira Nice to MIXX You Showcase, que consta de 13 fechas en Estados Unidos y Asia, a partir de mayo. El 31 de mayo, se informó que JYP Entertainment había ampliado su asociación con Republic Records para incluir a Nmixx, junto con Xdinary Heroes, en su acuerdo estratégico con el sello discográfico, que anteriormente incluía a Twice, Itzy y Stray Kids. El 11 de julio de 2023, Nmixx lanzó su tercer álbum sencillo A Midsummer Nmixx's Dream, que consta de cuatro pistas, incluida la pista preliminar "Roller Coaster", escrita y compuesta por J. Y. Park, y la canción principal "Party O'Clock". Nmixx lanzó "Soñar (Breaker)" el 4 de diciembre, que sirve como sencillo previo al lanzamiento de su próximo segundo EP, Fe3O4: Break.

### 2024-presente: TrilogíaFe3O4
El 15 de enero de 2024 fue lanzado el segundo EP Fe3O4: Break, que cuenta con siete pistas, incluyendo el sencillo principal titulado «Dash». Su tercer EP Fe3O4: Stick Out fue publicado el 19 de agosto con el sencillo «See That?».
El 24 de febrero Nmixx hizo una aparición sorpresa en el Festival Viña del Mar de 2025. Nmixx publicará su cuarto EP Fe3O4: Forward el 17 de marzo de 2025.

## Miembros
| Integrantes      | Integrantes      | Integrantes          | Integrantes                       | Integrantes               | Integrantes                   |
| Nombre artístico | Nombre artístico | Nombre de nacimiento | Fecha de nacimiento               | Lugar de nacimiento       | Posición                      |
| Romanización     | Hangul           | Nombre de nacimiento | Fecha de nacimiento               | Lugar de nacimiento       | Posición                      |
| ---------------- | ---------------- | -------------------- | --------------------------------- | ------------------------- | ----------------------------- |
| Lily             | 릴리             | Lily Jin Morrow      | 17 de octubre de 2002 (22 años)   | Marysville, Australia     | Vocalista y bailarina         |
| Haewon           | 해원             | Oh Hae-won           | 25 de febrero de 2003 (22 años)   | Namdong-gu, Corea del Sur | Líder, vocalista y bailarina  |
| Sullyoon         | 설윤             | Seol Yoon-ah         | 26 de enero de 2004 (21 años)     | Daejeon, Corea del Sur    | Vocalista y bailarina         |
| Bae              | 배이             | Bae Jin-sol          | 28 de diciembre de 2004 (20 años) | Yangsan, Corea del Sur    | Vocalista y bailarina         |
| Jiwoo            | 지우             | Kim Ji-woo           | 13 de abril de 2005 (20 años)     | Namyangju, Corea del Sur  | Vocalista, rapera y bailarina |
| Kyujin           | 규진             | Jang Kyu-jin         | 26 de mayo de 2006 (19 años)      | Bundang-gu, Corea del Sur | Vocalista, rapera y bailarina |

## Discografía
EP
- Expérgo (2023)
- Fe3O4: Break (2024)
- Fe3O4: Stick Out (2024)
- Fe3O4: Forward (2025)

## Filmografía

### Vídeos musicales
| Año  | Título                    | Álbum                     | Director                         | Ref.   |
| ---- | ------------------------- | ------------------------- | -------------------------------- | ------ |
| 2022 | «O.O»                     | Ad Mare                   | Digipedi                         | [ 19 ] |
| 2022 | «Dice»                    | Entwurf                   | HighQualityFish                  | [ 20 ] |
| 2022 | «Funky Glitter Christmas» | s/a                       | Woonghui (wwhh)                  | [ 21 ] |
| 2023 | «Young, Dumb, Stupid»     | expérgo                   | Hong Jae-hwan, Hye-su (Swisher)  | [ 22 ] |
| 2023 | «Love Me Like This»       | expérgo                   | Beomjin pka Paranoid Paradigm    | [ 23 ] |
| 2023 | «Roller Coaster»          | A Midsummer Nmixx's Dream | SOZE YOON (Studio Gaze)          | [ 24 ] |
| 2023 | «Party O'Clock»           | A Midsummer Nmixx's Dream | Kwon Yong-soo (Studio Saccharin) | [ 25 ] |
| 2023 | «Soñar (Breaker)»         | Fe3O4: BREAK              |                                  | [ 26 ] |
| 2024 | «DASH»                    | Fe3O4: BREAK              |                                  |        |
| 2024 | «Run For Roses»           | Fe3O4: BREAK              |                                  |        |

## Premios y nominaciones
| Año  | Premios                      | Categoría                       | Nominado | Resultado | Ref.   |
| ---- | ---------------------------- | ------------------------------- | -------- | --------- | ------ |
| 2022 | Genie Music Awards           | Mejor grupo novato del año      | Nmixx    | Nominado  | [ 27 ] |
| 2022 | Genie Music Awards           | Premio a la popularidad global  | Nmixx    | Nominado  | [ 28 ] |
| 2022 | KBS World Radio K-Pop Awards | Grupo femenino del año          | Nmixx    | Nominado  | [ 29 ] |
| 2022 | MAMA Awards                  | Artista nuevo favorito          | Nmixx    | Ganador   | [ 30 ] |
| 2022 | MAMA Awards                  | Mejor artista del año           | Nmixx    | Nominado  | [ 31 ] |
| 2022 | MAMA Awards                  | Mejor artista nuevo femenino    | Nmixx    | Nominado  | [ 31 ] |
| 2022 | MAMA Awards                  | Worldwide Fans’ Choice Top 10   | Nmixx    | Nominado  | [ 31 ] |
| 2022 | Melon Music Awards           | Mejor grupo nuevo del año       | Nmixx    | Nominado  | [ 32 ] |
| 2022 | Asia Artist Awards           | AAA New Wave (Singer)           | Nmixx    | Ganador   |        |
| 2022 | Asia Artist Awards           | Emotive (Singer)                | Nmixx    | Ganador   |        |
| 2022 | Circle Chart Music Awards    | New Icon of the Year            | Nmixx    | Ganador   |        |
| 2023 | Pop Golden Awards            | Revelación del año              | Nmixx    | Nominado  | [ 33 ] |
| 2023 | The Fact Music Awards        | Artista del año (Bonsang)       | Nmixx    | Ganador   | [ 34 ] |
| 2023 | Asia Artist Awards           | AAA Icon Award                  | Nmixx    | Ganador   |        |
| 2023 | Asia Artist Awards           | AAA Best Choice Award           | Nmixx    | Ganador   |        |
| 2023 | Hanteo Music Awards          | Artista destacado global        | Nmixx    | Ganador   | [ 35 ] |
| 2023 | Hanteo Music Awards          | Artista del año (Bonsang)       | Nmixx    | Nominado  | [ 36 ] |
| 2023 | Hanteo Music Awards          | WhosFandom Award                | Nmixx    | Nominado  | [ 36 ] |
| 2023 | Hanteo Music Awards          | Artista global del año - Europa | Nmixx    | Nominado  | [ 36 ] |